# Christian Spiering
Christian Spiering (* 1948 in Perleberg, Landkreis Westprignitz, Brandenburg) ist ein deutscher Elementarteilchenphysiker, der sich mit Neutrino-Physik und Astroteilchenphysik beschäftigt.

## Laufbahn
Spiering wuchs in der DDR auf und studierte an der Humboldt-Universität zu Berlin Physik, wo er 1974 über ein Thema zu hadronischen Wechselwirkungen in Blasenkammern promoviert wurde. Von 1974 bis 1978 war er am Vereinigten Institut für Kernforschung in Dubna nahe Moskau (Sowjetunion) und danach am Institut für Hochenergiephysik, seit 1992 DESY Zeuthen tätig, wo er 1990 bis 2000 stellvertretender Leiter für Forschung war. Von 1988 bis 2005 und 2007 bis zu seiner Pensionierung 2013 war er Sprecher der Neutrinoastrophysik-Gruppe in Zeuthen.

## Tätigkeitsfelder
Zunächst befasste sich Spiering mit Hadron-Kern-Wechselwirkungen (in Dubna und Zeuthen) und der Konstruktion eines Streamerkammer-Detektors am 70-GeV Beschleuniger des Instituts für Hochenergiephysik in Protwino (Sowjetunion). In den 1980er Jahren entwickelte er zusammen mit sowjetischen und deutschen Forschern einen Neutrinodetektor in Protwino. Außerdem befasste er sich in dieser Zeit mit der Suche nach Axionen und mit der Untersuchung von solaren Periodizitäten in miozänen Baumringen.
Ab Ende der 1980er Jahre wechselte er von der experimentellen Teilchenphysik an Beschleunigern auf das Gebiet der Neutrino-Astrophysik. Er leitete die Baikal-Gruppe (ab 1988 mit ihrem Neutrinoteleskop im Baikalsee) und ab 1995 die AMANDA-Gruppe in Zeuthen, ferner fungierte er von 1997 bis 2005 als europäischer Sprecher der AMANDA-Kollaboration. Seit 2000 ist er am Bau und Betrieb des IceCube-Neutrinoteleskops am Südpol beteiligt, von 2005 bis 2007 als Sprecher der IceCube-Kollaboration. Daneben beschäftigte er sich auch im Rahmen des Tunka-Experiments in Sibirien mit der Untersuchung kosmischer Strahlen.
Von 2003 bis 2012 arbeitete Christian Spiering als Mitglied des Peer Review Commitee of ApPEC (Astroparticle Physics European Coordination), von 2006 bis 2012 als dessen Vorsitzender. Im Jahre 2014 initiierte er das Global Neutrino Network, als dessen Koordinator er von 2014 bis 2017 fungierte.
Von 2015 bis 2022 lehrte Spiering im Rahmen einer Gastprofessur an der russischen Nationalen Forschungsuniversität für Kerntechnik „MIFI“ in Moskau.

## Preise und Auszeichnungen
2006 erhielt er mit Grigori Wladimirowitsch Domogazki den Markow-Preis der Russischen Akademie der Wissenschaften für seine Beiträge zum Baikal-Neutrinoteleskop.
2017 wurde er für seine Beiträge zur Physik kosmischer Strahlen, insbesondere zu dem aufstrebenden Feld der Neutrinoastronomie mit der O’Ceallaigh-Medaille des Dublin Institute for Advanced Studies geehrt.

## Privates
Christian Spiering ist verheiratet. Seine Tochter ist die Schauspielerin Katharina Spiering.

## Schriften
Christian Spiering ist Autor oder Koautor von über 200 Fachpublikationen auf dem Gebiet der Teilchen- und Astroteilchenphysik, zweier populärwissenschaftlicher Bücher und einer Vielzahl von populärwissenschaftlichen Artikeln, siehe nachfolgende Auswahl:
- Fachpublikationen von Christian Spiering auf der Online-Datenbank iNSPIRE HEP zur Hochenergiephysik, zuletzt abgerufen am 15. Oktober 2022.
- Auf der Suche nach der Urkraft (= Kleine Naturwissenschaftliche Bibliothek. Band 61). Teubner, Leipzig 1986, ISBN 3-322-00315-9.
- Einführung zu W. Gubarev: Arsamas-16 – Wissenschaftler der geheimen russischen Atomstadt brechen das Schweigen, Verlag Volk und Welt, Berlin, 1993, ISBN 978-3-353-00987-6.[6]
- Das Neutrino-Teleskop im ewigen Eis, Physik in unserer Zeit, Heft 2, 2000, S. 56, Online-ISSN 1521-3943.
- Neutrinojagd im tiefsten See der Erde. In: Gisela Graichen (Herausgeber): Humboldts Erben. Expeditionen zu den Grenzen des Wissens. Lübbe Verlag, Köln 2000, ISBN 3-7857-2021-1, S. 130–161.[7]
- Neutrinos – unsichtbare Himmelsboten, in: Heiner Müller-Krumbhaar, Hermann Friedrich Wagner (Herausgeber): Und er würfelt doch, Wiley/VCH 2001, ISBN 978-3-527-40328-8.
- IceCube – Neutrinojagd am Südpol, Spektrum der Wissenschaft, August 2007.[8]
- Dunkle Materie – eine unendliche Geschichte in Die Evolution des Kosmos. Fakten – Vermutungen – Rätsel. (Hrsg. Volker Müller und Dieter B. Hermann), in: Freie-Akademie-Verlag, 2016, ISBN 978-3-923834-33-4.[9]
- Neutrinoastronomie: Blick in verborgene Welten, Springer Verlag, Berlin/Heidelberg, 2021, ISBN 978-3-662-63293-2.